# Meißen (Gemarkung)
Die Gemarkung Meißen ist der Teil der gleichnamigen Stadt in Sachsen, der schon vor den Eingemeindungen zu Meißen gehörte. Die Gemarkung liegt im Stadtzentrum an Elbe und Triebisch. Sie umfasst neben der historischen Altstadt mit der Albrechtsburg auch den Stadtteil Triebischtal und die Triebischvorstadt sowie Neudörfchen. Zudem liegen Hintermauer, die Görnische Vorstadt, Plossen und Jüdenberg sowie die Kynastsiedlung in der Gemarkung Meißen. 
Benachbarte Gemarkungen sind im Uhrzeigersinn Siebeneichen, Lercha und Dobritz mit dem Buschbad im Süden, Korbitz und Questenberg sowie die in der Gemeinde Käbschütztal liegenden Fluren von Schletta und Niederjahna im Westen sowie Obermeisa und Fischergasse im Norden. Auf der gegenüberliegenden Elbseite grenzen Niederfähre mit Vorbrücke, Cölln, Niederspaar und Oberspaar an.